# Ryszard Malcherczyk
Ryszard Malcherczyk (* 17. Oktober 1934 in Zabrze) ist ein ehemaliger polnischer Dreispringer.
Bei den Olympischen Spielen 1956 in Melbourne wurde er Zehnter, bei den Leichtathletik-Europameisterschaften 1958 in Stockholm Vierter und bei den Olympischen Spielen 1960 in Rom Sechster.
Fünfmal wurde er polnischer Meister (1956, 1957, 1959, 1961, 1964). Seine persönliche Bestleistung von 16,53 m stellte er am 16. Juli 1961 in Stettin auf.